# Allan Jay
Pour les articles homonymes, voir Jay.
Allan Louis-Neville Jay, né le 6 juin 1931 à Londres et mort le 5 mars 2023,, est un escrimeur britannique. L'un des meilleurs escrimeurs sportifs de l'histoire du Royaume-Uni, Jay pratiquait à la fois l'épée et le fleuret. Il a obtenu deux médailles olympiques et l'un des deux titres de champion du monde d'escrime de son pays.

## Biographie
Allan Jay naît en Angleterre et c'est là qu'il débute l'escrime, à 13 ans, au Cheltenham College. Malgré cela, il passe une partie de son enfance et de sa vie de jeune adulte en Australie. Au début des années 1950, il rentre au Royaume-Uni étudier le droit à l'université d'Oxford et en 1952, remporte son premier titre national à l'épée. En 1954, il est nommé capitaine de l'équipe d'escrime de l'école.
Allan Jay gagne sa première médaille aux championnats du monde 1955, le bronze au fleuret par équipes après une victoire contre l'équipe de Pologne, puis aux championnats du monde 1957, de nouveau le bronze, cette fois-ci au fleuret individuel. Les championnats du monde 1959 resteront sa meilleure compétition mondiale. Il décroche l'or au fleuret individuel, avec une victoire contre le Français Claude Netter en finale, et l'argent à l'épée individuelle, battu par le Soviétique Bruno Habārovs. En 1965, aux championnats du monde de Paris, il fait partie de l'équipe britannique d'épée qui remporte la médaille d'argent, battue par l'équipe de France en finale.
Au cours de sa longue carrière, Allan Jay participe à cinq Jeux olympiques, entre 1952 et 1968. Aux Jeux olympiques de Melbourne en 1956, ses seconds Jeux, il termine quatrième de la compétition de fleuret individuel et d'épée par équipes. Sa consécration arrive aux Jeux olympiques de Rome en 1960. A l'épée individuelle, il atteint la finale, où il ne parvient pas à renverser le double champion olympique en titre italien Giuseppe Delfino. De même, l'équipe britannique se qualifie pour la finale de l'épreuve par équipes. Elle est là aussi battue par les Italiens. Sa participation aux deux éditions suivantes n'est pas couronnée de succès. Il est porte-drapeau pour la cérémonie de clôture durant l'édition de 1964.
Allan Jay participe à d'autres compétitions internationales durant sa carrière, notamment les Jeux de l'Empire britannique, plus tard appelés Jeux de l'Empire britannique et du Commonwealth, durant lesquels il rencontre un succès considérable. Entre 1950 et 1962 il gagne sept médailles d'or, soit au moins une par édition, une médaille d'argent et deux de bronze. En 1950, il prend part à cette compétition sous les couleurs de l'Australie, puis de l'Angleterre les années suivantes. Étant juif, il participe aux Maccabiades entre 1950 et 1961, remportant trois médailles d'or aux éditions de 1950 et 1953,.
Au terme de sa carrière sportive, Allan Jay est resté impliqué dans le monde de l'escrime en tant qu'officiel attaché à la Fédération internationale d'escrime.

## Distinctions
- Membre de l'Ordre de l'Empire britannique
- Nommé au International Jewish Sports Hall of Fame (1985)[11]

## Palmarès

### Pour la Grande-Bretagne
- Jeux olympiques
  -  Médaille d'argent à l'épée en individuel aux Jeux olympiques d'été de 1960 à Rome
  -  Médaille d'argent à l'épée par équipes aux Jeux olympiques d'été de 1960 à Rome

- Championnats du monde
  -  Médaille d'or au fleuret en individuel aux championnats du monde 1959 à Budapest
  -  Médaille d'argent à l'épée en individuel aux championnats du monde 1959 à Budapest
  -  Médaille d'argent à l'épée par équipes aux championnats du monde 1965 à Paris
  -  Médaille de bronze au fleuret par équipes aux championnats du monde 1955 à Rome
  -  Médaille de bronze au fleuret par équipes aux championnats du monde 1957 à Paris
  -  Médaille de bronze à l'épée par équipes aux championnats du monde 1957 à Paris

### Pour l'Australie
- Jeux de l'Empire britannique
  -  Médaille d'or à l'épée par équipes aux Jeux de l'Empire britannique de 1950 à Auckland

### Pour l'Angleterre
- Jeux de l'Empire britannique et du Commonwealth
  -  Médaille d'or à l'épée par équipes aux Jeux de l'Empire britannique et du Commonwealth de 1954 à Vancouver
  -  Médaille d'or au fleuret par équipes aux Jeux de l'Empire britannique et du Commonwealth de 1954 à Vancouver
  -  Médaille d'or à l'épée par équipes aux Jeux de l'Empire britannique et du Commonwealth de 1958 à Cardiff
  -  Médaille d'or au fleuret par équipes aux Jeux de l'Empire britannique et du Commonwealth de 1962 à Perth
  -  Médaille d'or au fleuret par équipes aux Jeux de l'Empire britannique et du Commonwealth de 1966 à Kingston
  -  Médaille d'or au fleuret en individuel aux Jeux de l'Empire britannique et du Commonwealth de 1966 à Kingston
  -  Médaille d'argent au fleuret en individuel aux Jeux de l'Empire britannique et du Commonwealth de 1962 à Perth
  -  Médaille de bronze au fleuret en individuel aux Jeux de l'Empire britannique et du Commonwealth de 1954 à Vancouver
  -  Médaille de bronze à l'épée en individuel aux Jeux de l'Empire britannique et du Commonwealth de 1958 à Cardiff